# Cantó de La Rochelle-8
El cantó de La Rochelle-8 és un cantó francès del departament del Charente Marítim, al districte de La Rochelle. Compta amb dues comunes (Dompierre-sur-Mer i Périgny) i part del de La Rochelle.
| Data d'elecció                           | Identitat     | Partit | Qualitat |
| ---------------------------------------- | ------------- | ------ | -------- |
| 1985-                                    | Michel Rogeon | PRG    |          |
| les dades anteriors no són pas conegudes |               |        |          |
|                                          |               |        |          |